# Eparquía de Edmonton
La eparquía de Edmonton (en latín: Eparchia Edmontonen(sis) Ucrainorum y en inglés: Ukrainian Catholic Eparchy of Edmonton) es una circunscripción eclesiástica greco-católica ucraniana de la Iglesia católica en Canadá, sufragánea de la archieparquía de Winnipeg. La eparquía tiene al obispo David Motiuk como su ordinario desde el 25 de enero de 2007. 
En el Anuario Pontificio la Santa Sede usa el nombre Edmonton degli Ucraini y en el sitio web de la Iglesia greco-católica ucraniana el nombre utilizado es en ucraniano: Едмонтонська.

## Territorio y organización
La eparquía extiende su jurisdicción sobre los fieles católicos de rito bizantino greco-católico ucraniano residentes en la provincia de Alberta y las partes de los Territorios del Noroeste y del Nunavut situadas al norte de ella.
La sede de la eparquía se encuentra en la ciudad de Edmonton, en donde se halla la Catedral de San Josafat.
En 2019 en la eparquía existían 81 parroquias agrupadas en 3 decanatos:
- Calgary Deanery:[1]
  - Calgary: Assumption of the BVM
  - Calgary: St. Stephen Protomartyr
  - Lethbridge: St. Peter and Paul
  - Red Deer: St. Vladimir
- Edmonton Deanery:[2]
  - Edmonton: Dormition of the Most Holy Mother of God
  - Edmonton: Exaltation of the Holy Cross
  - Edmonton: Holy Eucharist
  - Edmonton: Protection of BVM
  - Edmonton: St. Basil the Great
  - Edmonton: St. George
  - Edmonton: St. Josaphat Cathedral
  - Edmonton: St. Nicholas
  - Edmonton:St. Vladimir
  - Sherwood Park: St. Sophia
- Mundare Deanery:[3]
  - Parroquias del distrito Camrose bajo la jurisdicción de un mismo párroco:
    - Camrose: Protection of the BVM
    - Calmar: Holy Trinity
    - Calmar (rural): Immaculate Conception
    - Daysland: Assumption of the BVM
    - Hay Lakes: Exaltation of the Holy Cross
    - Holden (rural): Presentation of the BVM
    - Holden: Descent of the Holy Spirit
    - Leduc: Holy Trinity
    - Roundhill: Transfiguration of Our Lord
    - Thorsby: St. John the Baptist

  - Parroquias del distrito Grande Prairie bajo la jurisdicción de un mismo párroco:
    - Grande Prairie: Dormition of the Most Holy Mother of God
    - High Prairie: Christ the King
    - Hines Creek: All Saints
    - Manning: Ascension of Our Lord
    - Reno: Descent of the Holy Spirit

  - Parroquias del distrito Mundare bajo la jurisdicción de un mismo párroco:
    - Mundare: Sts. Peter and Paul
    - Vegreville: Holy Trinity
    - Lamont: St. John the Baptist
    - Borshchiw: St. John the Baptist
    - Krakow: Protection of the BVM
    - St. Michael: St. Nicholas
    - Skaro: Exaltation of the Holy Cross
    - Star-Peno: Assumption of the BVM
    - Chipman: Nativity of BVM
    - Delph: Presentation of the BVM
    - Hilliard: St. Dymytro
    - Leeshore: Nativity of the BVM
    - Limestone: St. Michael the Archangel

  - Parroquias del distrito Redwater bajo la jurisdicción de un mismo párroco:
    - Redwater: Sts. Borys and Hlib
    - Athabasca: Assumption of the BVM
    - Carvel: St. Nicholas
    - Darling: Descent of the Holy Spirit
    - Rossington: St. Michael the Archangel
    - Thorhild: Holy Eucharist
    - Waskatenau: Descent of the Holy Spirit
    - Waugh: Assumption of the BVM
    - Cherhill: Holy Eucharist
    - Eldorena: Protection of the BVM
    - Fedorah: Ascension of Our Lord
    - Frains: Holy Eucharist
    - Manly: St. George
    - New Pine Creek: St. Anthony
    - Prosperity: Holy Trinity
    - Radway: Assumption of the BVM
    - Rochfort Bridge: St. John the Baptist
    - Sandhills: Holy Cross
    - Wildwood: Protection of the Blessed Virgin Mary

  - Parroquias del distrito Smoky Lake bajo la jurisdicción de un mismo párroco:
    - Smoky Lake: Sts. Volodymyr and Olga
    - Buchach: St. Nicholas
    - Lac la Biche (Craigend): Protection of the BVM
    - Innisfree: St. Josaphat
    - New Kiew: Ascension of Our Lord
    - Plain Lake: Holy Trinity
    - Spedden: Holy Trinity
    - Stry: Holy Eucharist
    - Two Hills: Sts. Volodymyr and Olga
    - Smoky Lake (rural): St. Paraskevia
    - Vilna: Descent of the Holy Spirit

  - Parroquias del distrito St. Paul bajo la jurisdicción de un mismo párroco:
    - St. Paul: Protection of the BVM
    - Bonnyville: Descent of the Holy Spirit
    - Derwent: Descent of the Holy Spirit
    - Derwent (rural): Ascension of Our Lord
    - Myrnam: Assumption of the BVM
    - Elk Point: Holy Eucharist
    - Glendon: Assumption of the BVM
    - Iron River: St. John the Baptist
    - Angle Lake: Nativity of BVM
    - Northern Valley: St. John the Baptist

  - Parroquias del distrito Vermilion/Lloydminster bajo la jurisdicción de un mismo párroco:
    - Vermilion: St. Olha
    - Lloydminster: Descent of the Holy Spirit
    - Fidelity: St. John the Evangelist

## Historia
El exarcado apostólico del Canadá Occidental fue creado el 3 de marzo de 1948 con la bula Omnium cuiusvis ritus del papa Pío XII, separando territorio del exarcado apostólico de Canadá, que asumió el nombre de exarcado apostólico del Canadá Central y que hoy es la archieparquía de Winnipeg.

Tertia vero complectetur Exarchatum Apostolicum Ditionis Canadensis Occidentalis, cuius sedes erit in Edmonton urbe; eiusque Exarchi subiecti erunt Rutheni degentes in civilibus provinciis vulgo Alberta, British Columbia, nec non in regionibus vulgo Yukon et in aliis regionibus, quae septentrionem versus Oceanum Arcticum attingunt; atque illis cathedram in ecclesia S. Iosaphat in praefata Edmonton urbe exstante Agimus...

El 19 de marzo de 1951 asumió el nombre de exarcado apostólico de Edmonton, conservando el territorio de las provincias de Alberta y Columbia Británica y los territorios septentrionales al norte de ellas.
El 3 de noviembre de 1956 el exarcado apostólico fue elevado a eparquía con la bula Hanc Apostolicam del papa Pío XII.

In regione Canadia novam provinciam ecclesiasticam constituimus pro fidelibus Ruthenis Byzantini ritus ibi commorantibus, quae has sedes comprehendet: Winnipegensem, Edmontonensem, Torontinam et Saskatoonensem, adhuc Exarchatus Apostolicos...

El 27 de junio de 1974 mediante la bula Cum territorii cedió una porción de su territorio (Columbia Británica, Yukón y la parte de los Territorios del Noroeste al norte de Columbia Británica) para la erección de la eparquía de Nueva Westminster.

Partita Edmontonensi eparchia novam constituimus, Neo-Vestmonasteriensem appellandam, cuius ii erunt fideles byzantini Ucrainorum ritus, qui incolae in territorio Provinciae Britannicae Columbiae degunt, ac praeterea in territorio Yuconensi atque in iis, quae inter septemtrionem et occasum
solis a linea 120 ad 141 extenduntur...

## Estadísticas
De acuerdo al Anuario Pontificio 2020 la eparquía tenía a fines de 2019 un total de 4739 fieles bautizados.
| Año                                                                             | Población            | Población | Población      | Sacerdotes | Sacerdotes    | Sacerdotes    | Bautizados por sacerdote | Diáconos permanentes | Religiosos | Religiosos | Parroquias |
| Año                                                                             | Bautizados católicos | Total     | % de católicos | Total      | Clero secular | Clero regular | Bautizados por sacerdote | Diáconos permanentes | Varones    | Mujeres    | Parroquias |
| ------------------------------------------------------------------------------- | -------------------- | --------- | -------------- | ---------- | ------------- | ------------- | ------------------------ | -------------------- | ---------- | ---------- | ---------- |
| 1950                                                                            | 310 428              | 1 360 972 | 22.8           | 57         | 33            | 24            | 5446                     |                      | 29         | 43         | 25         |
| 1966                                                                            | 51 985               | 2 998 652 | 1.7            | 67         | 44            | 23            | 775                      |                      | 28         | 49         | 44         |
| 1968                                                                            | 51 985               | 2 998 652 | 1.7            | 69         | 45            | 24            | 753                      |                      | 34         | 49         | 40         |
| 1976                                                                            | 41 110               | ?         | ?              | 50         | 33            | 17            | 822                      | 3                    | 29         | 35         | 26         |
| 1980                                                                            | 41 065               | ?         | ?              | 45         | 30            | 15            | 912                      | 4                    | 27         | 35         | 27         |
| 1990                                                                            | 40 150               | ?         | ?              | 38         | 29            | 9             | 1056                     |                      | 9          | 27         | 79         |
| 1999                                                                            | 26 250               | ?         | ?              | 37         | 25            | 12            | 709                      | 8                    | 26         | 35         | 117        |
| 2000                                                                            | 26 250               | ?         | ?              | 40         | 26            | 14            | 656                      | 7                    | 32         | 35         | 117        |
| 2001                                                                            | 26 250               | ?         | ?              | 39         | 26            | 13            | 673                      | 7                    | 31         | 35         | 119        |
| 2002                                                                            | 26 250               | ?         | ?              | 41         | 26            | 15            | 640                      | 7                    | 22         | 35         | 89         |
| 2003                                                                            | 26 250               | ?         | ?              | 39         | 25            | 14            | 673                      | 9                    | 25         | 34         | 89         |
| 2004                                                                            | 26 250               | ?         | ?              | 42         | 27            | 15            | 625                      | 5                    | 24         | 33         | 119        |
| 2006                                                                            | 28 750               | ?         | ?              | 39         | 26            | 13            | 737                      | 4                    | 22         | 30         | 118        |
| 2009                                                                            | 28 845               | ?         | ?              | 42         | 29            | 13            | 686                      | 3                    | 24         | 28         | 86         |
| 2013                                                                            | 29 100               | ?         | ?              | 38         | 29            | 9             | 765                      | 4                    | 22         | 19         | 82         |
| 2016                                                                            | 5486                 | ?         | ?              | 39         | 30            | 9             | 140                      | 4                    | 18         | 16         | 84         |
| 2019                                                                            | 4739                 |           |                | 41         | 31            | 10            | 115                      | 3                    | 14         | 11         | 81         |
| Fuente: Catholic-Hierarchy, que a su vez toma los datos del Anuario Pontificio. |                      |           |                |            |               |               |                          |                      |            |            |            |

## Episcopologio
- Neil Nicholas Savaryn, O.S.B.M. † (19 de enero de 1948-8 de enero de 1986 falleció)
- Demetrius Martin Greschuk † (28 de abril de 1986-8 de julio de 1990falleció)
- Myron Michael Daciuk, O.S.B.M. † (28 de octubre de 1991-14 de enero de 1996 falleció)
- Lawrence Daniel Huculak, O.S.B.M. (16 de diciembre de 1996-9 de enero de 2006 nombrado archieparca de Winnipeg)
- David Motiuk, desde el 25 de enero de 2007